# Bathygobius laddi
Bathygobius laddi là một loài cá biển thuộc chi Bathygobius trong họ Cá bống trắng. Loài cá này được mô tả lần đầu tiên vào năm 1931.

## Từ nguyên
Từ định danh laddi được đặt theo tên của Tiến sĩ H. L. Ladd, người đã thu thập mẫu định danh của loài cá này, cũng như nhiều loại cá khác, cho Bảo tàng Bishop (Honolulu). H. L. Ladd ở đây được cho là nhà địa chất Harry Stephen Ladd (mặc dù Fowler luôn viết tắt là H. L.), đã từng đến Fiji, nơi thu thập mẫu định danh, công tác theo sự điều động của Bảo tàng Bishop vào năm 1925.

## Phân bố và môi trường sống
B. laddi có phân bố trải rộng trên Ấn Độ Dương - Thái Bình Dương, từ Mozambique và Nam Phi về phía đông đến Fiji, ngược lên phía bắc đến đảo Đài Loan, giới hạn phía nam đến Úc.
B. laddi sống trên các rạn san hô và trong vũng thủy triều nhiều đá, cũng được tìm thấy ở rừng ngập mặn.

## Mô tả
Chiều dài cơ thể lớn nhất được ghi nhận ở B. laddi là 5 cm. Cá đực có màu nâu sẫm đồng nhất, vây sẫm màu gần như đen. Cá cái màu nâu nhạt với các sọc ngang trên thân, gốc vây đuôi có sọc sẫm, vây lưng và vây đuôi lốm đốm, các vây khác trong suốt.
Số gai vây lưng: 7; Số tia vây lưng: 9–10; Số gai vây hậu môn: 1; Số tia vây hậu môn: 8; Số gai vây bụng: 1; Số tia vây bụng: 5; Số tia vây ngực: 21–24.